# 病毒性肺炎
由病毒感染所引起肺炎的即病毒性肺炎。
病毒是肺炎兩種主要病因之一，另一種為細菌性肺炎；而少見的引起肺炎的病因為真菌（fungi）和寄生生物（parasites）。

## 特徵
病毒性肺炎的症狀包括：發燒、無痰之咳嗽（non-productive cough）和全身性徵，（如肌痛（myalgia）、頭痛。不同的病毒導致不同的症狀。

## 疾病機轉
病毒為了複製，必須侵入細胞。典型的情況是，病毒靠著飛沫傳染的方式經嘴鼻吸入後到達肺部。病毒入侵氣道（airways）與肺泡（alveoli）的細胞黏膜組織（cells lining）。這樣的侵入常常導致細胞死亡——不是病毒直接殺死就是經由細胞凋亡（apoptosis）來自我毀滅。
當免疫系統對感染產生反應時，伴隨而來的是對肺部更進一步的危害。白血球細胞，特別是其中的淋巴球，活化多樣的化學反應物（細胞因子），造成漏液跑到肺泡。細胞毀滅加上積液的肺泡，阻礙了氧氣送進血液的傳輸。

## 病因學理（Etiology）
- 常見的病毒性肺炎之病因為：
  - A型流感與B型流感[3]
  - 人類呼吸道合胞病毒（RSV - Respiratory syncytial virus）[3]
  - （孩童感染）人類副流感病毒（Human parainfluenza viruses）[3]
- 其病毒主要是導致其他疾病，但有時亦導致肺炎者：
  - Herpes simplex virus（HSV）, 主要為新生兒感染
  - Varicella-zoster virus（VZV）
  - Cytomegalovirus（CMV）, 患者主有免疫系統方面的問題
- 較特別者：
  - 軍隊內感染腺病毒（Adenoviruses）[3]
  - 嚴重急性呼吸系統綜合症（SARS）[4]
  - 2019冠状病毒病（COVID-19，由SARS-CoV-2感染）
  - 中東呼吸綜合症（MERS）

## 治療
若是A型流感或B型流感引起的病毒性肺炎，應於症狀出現的四十八小時內即施以奧司他韋（oseltamivir）或扎那米韋（zanamivir）來治療。若是人類呼吸道合胞病毒（RSV - Respiratory syncytial virus）所引起，則應施以利巴韋林（ribavirin）治療。若是感染單純疱疹病毒Herpes simplex virus（HSV）或水痘帶狀疱疹病毒aricella-zoster virus（VZV）所引起，則通常施以艾賽可威（aciclovir）治療。若是巨細胞病毒Cytomegalovirus（CMV）則施以更昔洛韋（ganciclovir）治療。